# Arden Cho
Arden Cho (* 16. srpna 1985 Amarillo, Texas) je americká herečka a modelka s korejskými kořeny. Proslavila se zejména rolí Kiry Yukimury v seriálu Vlčí mládě. Má také svůj kanál na Youtube, kde vkládá svoje vlogy a hudební videa.

## Život a kariéra
Narodila se texaském městě Amarillo korejsko-americkým rodičům. Po absolvání střední školy vystudovala na Univerzitě Illinois v Urbana Champaign bakalářský obor psychologie. Ve svém mládí navštěvovala dramatický kroužek a rozvíjela svůj hudební talent hraním na několik hudebních nástrojů. V roce 2007 se rozhodla díky své stoupající kariéře přestěhovat do Los Angeles.
V roce 2010 vyhrála soutěž krásy Miss Korea a rozvinula tak i svoji modelingovou kariéru.
Hereckou kariéru odstartovala několika menšími rolemi v televizních seriálech a filmech až ji byla nabídnuta osudová role Kiry Yukimury, kde hrála nadpřirozenou postavu – kicune.

## Osobní život
Dne 31. března 2019 youtuber Ryan Higa oznámil, že chodí s Cho.

## Filmografie

### Film
| Rok  | Název                        | Role              | Poznámky                         |
| ---- | ---------------------------- | ----------------- | -------------------------------- |
| 2006 | The Break-Up                 | VIP host          | nekreditovaná role               |
| 2008 | My First Crush               | Hyori             | krátkometrážní film              |
| 2008 | Hoodrats 2: Hoodrat Warriors | Miriam            |                                  |
| 2008 | Spy Games                    | Tanya             | krátkometrážní film              |
| 2009 | Layover, on the Shore        | Laura             | krátkometrážní film              |
| 2009 | Forgotten                    | Jane Doe          | krátkometrážní film              |
| 2009 | When Lara Met Charlie        | Arden             | krátkometrážní dokumentární film |
| 2010 | The Grey Coat                | Jae Hee           | krátkometrážní film              |
| 2010 | I Am Not a Princess          | Anastasia         | krátkometrážní film              |
| 2010 | Agents of Secret Stuff       | Taylor            | krátkometrážní film              |
| 2010 | Ninja Say What?!             |                   | krátkometrážní film              |
| 2011 | Megakrajta versus Gataroid   | Gia               |                                  |
| 2012 | Mandevilla                   | Min Young Kim     | krátkometrážní film              |
| 2012 | Picture Perfect              |                   | krátkometrážní film              |
| 2013 | Pád Bílého domu              | korejská sniperka | nekreditovaná role               |
| 2013 | Grázlové vidlákova           | Angel             |                                  |
| 2013 | Saved by the Bell            | Jessie Spano      | krátkometrážní film              |
| 2013 | The Dressmaker's Daughter    | Barbara Kim       | krátkometrážní film              |
| 2014 | Write It in the Sky          | Voyager           | krátkometrážní film              |
| 2016 | Stuck                        | Alicia            | také producentka                 |
| 2018 | The Honor List               | Honor Liang       |                                  |

### Televize
| Rok        | Název                              | Role          | Poznámky                                                   |
| ---------- | ---------------------------------- | ------------- | ---------------------------------------------------------- |
| 2008       | Mad TV                             |               | díl 13.11                                                  |
| 2009       | Kriminálka New York                | Gahee Paik    | díl: „Selhání komunikace“                                  |
| 2011       | Prolhané krásky                    | Pru           | díl: „Někdo, kdo by mě hlídal“                             |
| 2011       | Rizzoli & Isles: Vraždy na pitevně | Lee           | díl: „Můj nejhorší nepřítel“                               |
| 2012       | Walking the Halls                  | Kylie         | TV film                                                    |
| 2013       | The Selection                      | Elise Whisks  | neprodaný televizní pilot                                  |
| 2014–2016  | Vlčí mládě                         | Kira Yukimura | vedlejší role (3. řada), hlavní role (4.–5. řada), 44 dílů |
| 2014       | Castle na zabití                   | Kiara         | díl: „Dva ninjové“                                         |
| 2015       | Hawaii 5-0                         | Mia Price     | díl: „Sledovačka“                                          |
| 2016       | Tween Fest                         | Lexii C.      | hlavní role, 8 dílů                                        |
| 2017       | Zrůdno                             | Tonya         | vedlejší role, 2 díly                                      |
| 2017-2018  | Miss 2059                          | Arden Young   | hlavní role (2. řada), 11 dílů                             |
| 2018–dosud | Chicago Med                        | Emily         | vedlejší role                                              |

### Videohry
| Rok  | Název       | Role                                          |
| ---- | ----------- | --------------------------------------------- |
| 2013 | Tomb Raider | Samantha Nishimura/Stephanie/Sun Queen (hlas) |

### Internet
| Rok  | Název                  | Role              | Poznámky                          |
| ---- | ---------------------- | ----------------- | --------------------------------- |
| 2010 | KTown Cowboys          | Sarah             | vedlejší role, 4 díly             |
| 2012 | Video Game High School | Korean TV Hostess | díl: „Shot Heard Round the World“ |